# Sunnyside (Oregon, Clackamas megye)
Sunnyside az Amerikai Egyesült Államok Oregon államának Clackamas megyéjében, az Interstate 205 mentén elhelyezkedő egykori statisztikai és önkormányzat nélküli település, a portlandi agglomeráció része. 2000-ben 6791 lakosa volt.
A posta 1888-ban nyílt meg.

## Fordítás
- Ez a szócikk részben vagy egészben  a   Sunnyside, Clackamas County, Oregon című angol Wikipédia-szócikk ezen változatának fordításán alapul.  Az eredeti cikk szerkesztőit annak laptörténete sorolja fel. Ez a jelzés csupán a megfogalmazás eredetét és a szerzői jogokat jelzi, nem szolgál a cikkben szereplő információk forrásmegjelöléseként.